# Buitengebied (ruimtelijke ordening)
Het buitengebied is een begrip uit de ruimtelijke ordening dat betrekking heeft op grond buiten de bebouwde kommen van steden en dorpen. Een groot deel van deze grond heeft een agrarische bestemming: zij is in gebruik ten behoeve van akkerbouw en veeteelt. Ook andere bestemmingen, zoals natuur en recreatie komen voor.

Een gemeente is verplicht een bestemmingsplan voor het buitengebied op te stellen en dat elke tien jaar te actualiseren.
In sommige landen zijn er ook gebieden waarvan delen van het buitengebied niet onder het gemeentebestuur vallen, de gemeentevrije gebieden.